# Strawberry Switchblade
Strawberry Switchblade (auf Deutsch: erdbeerrotes Springmesser, Schreibweise auf den Veröffentlichungen war Sträwberry Switchbläde) war eine schottische Indie-Pop-Band, die 1981 in Glasgow gegründet wurde. 1983 reduzierte sich die Band auf das Duo Jill Bryson und Rose McDowall. Ihr erfolgreichster Song war Since Yesterday.

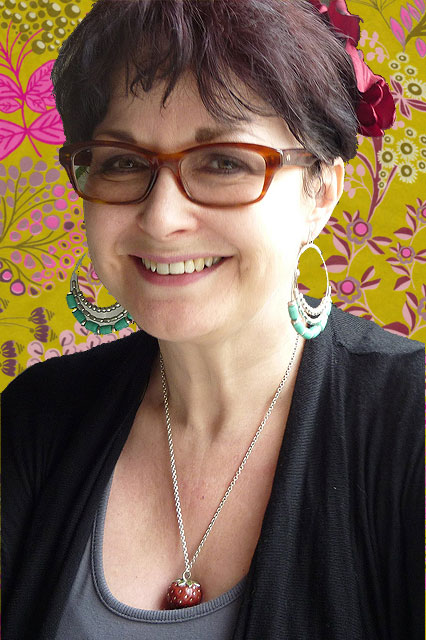
Jill Bryson, 2012

## Diskografie

### Alben
- 1985: Strawberry Switchblade
- 1985: The 12″ Album (nur in Japan veröffentlicht)
- 1999: Since Yesterday
- 2005: The Platinum Collection

### Singles
- 1983: Trees And Flowers (7″ & 12″)
- 1984: Since Yesterday (7″ & 12″)
- 1985: Let Her Go (7″ & 12″)
- 1985: Who Knows What Love Is? (7″ & 12″)
- 1985: Beautiful End (12″, nur auf den Philippinen veröffentlicht)
- 1985: Ecstasy (Apple Of My Eye) (7″, nur in Japan veröffentlicht)
- 1985: Jolene (7″ & 12″)
- 1986: I Can Feel (7″, nur in Japan veröffentlicht)